# Sea Shepherd Conservation Society
 Die Sea Shepherd Conservation Society, kurz Sea Shepherd („Meereshirte“), ist eine Umweltschutzorganisation mit Sitz in Friday Harbor, Washington, die sich besonders dem Schutz der Meere, dem Kampf gegen illegale Fischerei, das Töten von Meeressäugern, Schildkröten und Wildlachs, sowie der Bekämpfung der Meeresverschmutzung verschrieben hat. Von der internationalen Meeresschutzorganisation Sea Shepherd Global ist sie sowohl finanziell als auch rechtlich unabhängig.

## Geschichte

Flagge von Sea Shepherd

Sea Shepherd wurde 1977 von Paul Watson gegründet, nachdem er die wenige Jahre zuvor gegründete Umweltschutzorganisation Greenpeace, zu deren ersten Mitgliedern er gehörte, im Streit verlassen hatte. Bei einem Protest gegen die Robbenjagd 1977 auf dem Eis vor Kanadas Küste hatte Watson die erbeuteten Felle und den Knüppel eines Robbenjägers ins Wasser geworfen. Es kam daraufhin innerhalb der Organisation zum Streit um den Einsatz von Gewalt, in dessen Folge Watson Greenpeace verließ.
Die Sea Shepherd Society entstand wie auch andere Gruppen wie Earth First! in der Reagan-Ära vor dem Hintergrund des Deep-Ecology-Ansatzes. Die Gruppen vertraten Grassroots-Ansätze und grenzten sich mit radikaleren Ansätzen gegen etablierte US-Umweltschutzorganisationen ab.
1978 erwarb die Gesellschaft ihr erstes eigenes Schiff, einen Atlantiktrawler, der nach einem Umbau auf den Namen Sea Shepherd getauft wurde. Die Sea Shepherd ist das erste Schiff, das sich für Robben einsetzte. Ihre Besatzung besprühte über 1000 Robben mit einer ökologischen, nicht löslichen Farbe. Dadurch wurde ihr Pelz für die Robbenjäger wertlos.
1981 dokumentierte Sea Shepherd illegale sowjetische Walfangaktivitäten und legte dem Kongress Beweise dafür vor.
1982 wurde der Sea Shepherd Islands Trust  gegründet und erwarb die Orkney-Insel Green Holm. Diese wurde zu einem Schutzgebiet für Kegelrobben gemacht.
1991 fuhr ein Sea-Shepherd-Schiff namens Sea Shepherd II nach Trinidad und Tobago, um dort gegen die illegale Treibnetzfischerei vorzugehen. Kurz nachdem die Sea Shepherd II einen taiwanischen Treibnetzfischer entdeckt hatte, wurde sie von diesem gerammt. Paul Watson ließ die Sea Shepherd II daraufhin zurückfallen und rammte nun das taiwanische Schiff. Bei der Rückkehr wurde die Sea Shepherd Crew feierlich empfangen und zum offiziellen Helfer der Küstenwache von Trinidad und Tobago ernannt. Die Mannschaft der Sea Shepherd II half der Küstenwache dabei, die Bestechung von trinidadischen Regierungsvertretern durch die taiwanische Fischindustrie zu untersuchen und aufzudecken. Infolgedessen wurden mehrere Regierungsmitglieder, die Bestechungsgelder angenommen hatten, verhaftet.
1999 reisten Freiwillige nach Frankreich und in die Türkei, um in Zusammenarbeit mit anderen Helfern und Hilfsorganisationen die von Tankerunglücken ölverschmierten Vögel zu retten.
2000 koordinierte Sea Shepherd die Rettung von Wildtieren nach einem Leck in einer Ölpipeline in der Nähe von Rio de Janeiro.
Ebenfalls im Jahre 2000 stellte Sea Shepherd den Parkbehörden ein Schiff namens Sirenian samt Besatzung zum Schutz des Nationalparks Galapagosinseln zur Verfügung.
Nach einem Tankerunglück 2001 war die Sirenian als erstes am Unfallort und unterstützte das Team des Nationalparks Galapagosinseln und der US-Küstenwache bei den Aufräumarbeiten.
Mit Nationalparkaufsehern an Bord erwischte die Farley Mowat 2001 einen ecuadorianischen Langleiner beim Wildern vor den Kokosinseln. Rund 50 km Langleinen samt illegalem Fang sowie das Schiff wurden konfisziert. Außerdem gelang es Sea Shepherd, einen Korruptionsskandal innerhalb der ecuadorianischen Marine aufzudecken.
2004 half die Farley Mowat bei der Verhaftung eines costa-ricanischen Langleiners, eines ecuadorianischen Stellnetzfischers und eines amerikanisch/ecuadorianischen Thunfischfischers. Die Sea Shepherd Mannschaft zerschnitt und öffnete das Netz des Thunfischfischers und befreite circa zehn Tonnen illegalen Fangs.
2007 führte Sea Shepherd Galapagos Direktor Sean O’Hearn Razzien auf dem ecuadorianischen Festland durch. Dabei wurden 45.000 Haifischflossen und 92.000 Seegurken sichergestellt. Daraufhin wurden über ein Dutzend Wilderer verhaftet.
2010 befreite Sea Shepherd, im Zuge von Operation Blue Rage, 800 Blauflossen-Thunfische, die illegal von dem Fischereiunternehmen Fish&Fish gefangen wurden. Infolgedessen verklagte das betreffende Unternehmen Sea Shepherd auf eine Million Euro Entschädigung. Fish&Fish verlor den Fall und musste seinerseits eine Zahlung über 250.000 € an Sea Shepherd leisten, um die Organisation für die angefallenen Gerichtskosten zu entschädigen.
Mittlerweile gibt es bereits 20 Ländergruppen. Um diese zu koordinieren, wurde die internationale Meeresschutzorganisation Sea Shepherd Global gegründet. Diese koordiniert nun Finanzen, Logistik, Kommunikation und Flotte für sämtliche Ländergruppen, außer für die Sea Shepherd Conservation Society. Den Vorstandsvorsitz übernahm Alex Cornelissen.
2022 wurde der Gründer Paul Watson durch weitere Mitglieder des Vorstands von Sea Shepherd Global entfernt. Zwei der größten Ländergruppen, Frankreich und UK spalteten sich in Folge der Ereignisse von Sea Shepherd ab und befinden sich (Stand Dezember 2023) im Restrukturierungsprozess.

### Anti-Walfang-Kampagnen in der Antarktis
2002–2003 fand die erste Kampagne in der Antarktis statt. Die japanische Walfangflotte wurde jedoch nicht gefunden.
2005–2006 fand die Farley Mowat im Zuge von Operatian Antarctica zum ersten Mal die japanische Walfangflotte. Diese floh, wurde dabei 15 Tage am Walfang gehindert und konnte die selbst gesteckte Quote nicht erreichen.
Operation Leviathan 2006–2007 war die erste Kampagne mit zwei Schiffen auf Seiten von Sea Shepherd. Der Organisation gelang es, die japanische Walfangflotte abzulenken. Diese blieb dadurch unter ihrer Quote.
2008 verbot ein australisches Gericht den Walfang in australischen Gewässern. Am Tag der Urteilsverkündung half Sea Shepherd den beiden Sea Shepherds Benjamin Potts und Giles Lane an Bord eines japanischen Harpunierers zu gelangen, um dem Kapitän einen Brief zu überreichen. In dem Brief wurde der Kapitän darauf hingewiesen, dass er und seine Flotte mit dem Töten von Walen sowohl internationales als auch australisches Recht brechen. Die beiden Sea Shepherd Aktivisten wurden daraufhin gegen ihren Willen auf dem Schiff festgehalten. Auf einem Video ist zu sehen, wie die beiden Aktivisten zuerst über Bord geworfen werden sollten und, als das nicht gelang, an die Reling gebunden wurden. Nach 3 Tagen wurden die beiden Aktivisten nach Australien zurückgebracht. Die Aktion hatte die japanische Flotte aufgehalten und unerwünschte mediale Aufmerksamkeit auf sie gezogen. Doch auch Sea Shepherd wurde für das Provozieren eines diplomatischen Skandals kritisiert. Der Vorfall ereignete sich während der Operation Migaloo 2007–2008, Sea Shepherds vierter Anti-Walfang-Kampagne. Die japanische Walfangflotte blieb in diesem Jahr 500 Stück unter der selbst gesteckten Quote. Operation Migaloo war auch die erste Kampagne, die von einem Animal Planet Kamerateam begleitet wurde, und bildet somit die Grundlage der ersten Staffel Whale Wars.  Laut eigenen Angaben wurde Paul Watson im Zuge dieser Kampagne am Freitag, dem 7. März 2008 während eines Zwischenfalls mit der japanischen Küstenwache von einer Kugel in die Brust getroffen. Die Kugel wurde nach seiner Darstellung von seiner Kevlar-Weste aufgehalten. Während der Kampagne kam es zur direkten Konfrontation zwischen dem Sea-Shepherd-Schiff Steve Irwin und dem Walfänger Nisshin Maru. In der letzten Folge der ersten Staffel von Whale Wars ist dieser Zwischenfall zu sehen. Danach stand Watson an Deck der Steve Irwin, während seine Besatzung kleine, mit Buttersäure befüllte Flaschen auf die Nisshin Maru warf. Zu sehen ist, wie die Japaner Blendgranaten zurückwarfen. Anschließend zeigt Watson auf der Brücke seine Jacke und die schusssichere Weste und sagt: „Ich wurde getroffen“. Es ist zu sehen, wie er eine runde Metallkugel aus der Weste holt. Das japanische Institute of Cetacean Research wies die Behauptung, die japanische Küstenwache habe scharfe Munition eingesetzt, als Lüge zurück. Das Institut und die japanische Küstenwache gaben an, dass es sich bei den Leuchtgranaten ausschließlich um pyrotechnische Gegenstände gehandelt habe, welche einen Lärm- und Lichteffekt produzieren, ohne jemanden verletzen zu können. Diese Leuchtgranaten würden u. a. auch bei Demonstrationen eingesetzt. Der Fall wurde von keiner unabhängigen Stelle untersucht. Am selben Tag gab es zwei Presseerklärungen des australischen Außenministeriums. Laut der ersten wurde die australische Botschaft in Tokio von japanischer Seite darüber informiert, dass „Warnschüsse“ abgegeben worden seien. In einer späteren Version wird der Ausdruck “‘warning balls’ – also known as ‘flashbangs’ – had been fired” (dt. „‚Warning-Balls‘ – auch bekannt als ‚Blendgranaten‘ wurden abgefeuert“) verwendet.
Im Zuge der fünften Anti-Walfang-Kampagne Operation Musashi 2008–2009 jagte die Steve Irwin die japanische Walfangflotte über 5000 km. Die Japaner töteten dadurch 300 Wale weniger als geplant.
Während der sechsten Anti-Walfang-Kampagne Operation Waltzing Matilda 2009–2010 kollidierte  der 800 Tonnen schwere japanischen Harpunierer Shonan Maru 2 mit dem 18 Tonnen schweren Trimaran Ady Gil. Beide Seiten gaben sich die Schuld an dem Zwischenfall. Die Shonan Maru 2 trug dabei keine nennenswerten Schäden davon, die schwer beschädigte Ady Gil sank jedoch kurz darauf. Daraufhin betrat deren Kapitän Pete Bethune heimlich die Shonan Maru 2, um eine zivilrechtliche Verhaftung des japanischen Kapitäns Hiroyuki Komura vorzunehmen und ihm eine Rechnung über 3 Millionen Dollar für die Zerstörung der Ady Gil vorzulegen. Die japanische Seite wertete das heimliche Betreten des Schiffes als Piraterie und verhaftete Pete Bethune.  Die Shonan Maru 2 kehrte mit ihm an Bord nach Japan zurück. Der Vorfall trug damit wesentlich dazu bei, dass die japanische Walfangflotte in dieser Saison 528 Wale weniger als geplant tötete. Pete Bethune wurde nach 5 Monaten vorzeitig aus einem japanischen Gefängnis entlassen. Dabei dürfte ihm geholfen haben, dass er sich zuvor von Sea Shepherd distanziert und erklärt hatte, dass er nicht ins Südpolarmeer zurückkehren würde. Nachdem Bethune aus dem Gefängnis entlassen worden war, verklagte er Sea Shepherd, gemeinsam mit dem Schiffseigentümer Ady Gil, da ihm sein Admiral Paul Watson angeordnet hätte, die Ady Gil zu versenken. Watson erwiderte, dass der Trimaran nicht mehr zu retten war und dass die Entscheidung ihn zu versenken letztendlich von Bethune getroffen worden war. Pete Bethune ist auf einer Filmaufnahme zu sehen, wie er sagt: “Yes, I guess we’re going to have to let it go”.
Bei der siebenten Anti-Walfang-Kampagne Operation No Compromise 2010–2011 setzte Sea Shepherd zum ersten Mal drei Schiffe ein.  Die Kampagne führte dazu, dass der japanische Minister für Landwirtschaft, Forst und Fischerei Michihiko Kano den Walfang des Jahres 2011 in den Gewässern der Antarktis vorzeitig für beendet erklärte. Als Grund nannte der Minister die Angriffe von Sea Shepherd, die auch zur Folge hatten, dass nur 170 statt der geplanten 850 Wale gefangen werden konnten. Laut Aussagen von Jun Yamashita, des stellvertretenden Leiters der Fischereibehörde, haben die Aktionen der Sea Shepherds bewirkt, dass die japanische Walfangflotte in den vergangenen Jahren unter ihrer Quote blieb:
“[…] the NGO’s actions have kept the fleet from reaching its quota the last few years.”
Im Dezember 2011 verklagte das japanische Institute of Cetacean Research Sea Shepherd vor dem United States District Court in Seattle und beantragte eine einstweilige Verfügung, wonach sich Sea Shepherds Schiffe von dessen Flotte fernzuhalten hätten. Die Beschwerde wurde im Februar 2012 in erster Instanz abgelehnt. Dagegen legte das ICR beim United States Court of Appeals für den 9. Bezirk Berufung ein. Am 17. Dezember 2012 gab das Gericht den Japanern recht und verfügte, dass Sea Shepherd zukünftig mindestens 500 yards (457 m) Abstand zu den Schiffen des ICR halten müsse und keinerlei Gewalt gegen deren Schiffe und Besatzung anwenden dürfe. Dabei entschied das Gericht unter anderem auch, dass Sea Shepherds Verhalten nach internationalem Recht den Tatbestand der Piraterie erfüllt. Paul Watson trat daraufhin als Präsident von Sea Shepherd zurück und wurde durch Bob Brown ersetzt. Die Berufung von Sea Shepherd an den Obersten Gerichtshof wurde von diesem am 14. Februar 2013 abgelehnt. Das Urteil wurde damit rechtskräftig. Trotz der Auflagen und obwohl Sea Shepherds Trimaran, die Brigitte Bardot, durch eine Welle beschädigt wurde, gelang es, die japanische Flotte im Zuge von Operation Divine Wind 2011–2012 zu finden. Diese kehrte daraufhin vorzeitig zurück und erlegte 768 Wale weniger als geplant.
Operation Zero Tolerance 2012–2013 war die erste Anti-Walfang-Kampagne, die von Sea Shepherd Australien und nicht mehr von der Sea Shepherd Conservation Society durchgeführt wurde. Sie wird von Sea Shepherd sowohl als die größte als auch die erfolgreichste Kampagne bezeichnet. Auf Seiten von Sea Shepherd nahmen 4 Schiffe und 120 Besatzungsmitglieder aus 20 Nationen teil. Die Anzahl der geretteten Wale wird mit 932 beziffert.
Im Jahr 2014 erklärt Paul Watson den Spruch des Internationalen Gerichtshofes in Den Haag vom 31. März 2014 für einen entscheidenden Wendepunkt. Demnach war der japanische Walfang in der Antarktis nach internationalem Recht illegal und muss umgehend eingestellt werden. Geklagt hatte Australien gegen Japan. Neuseeland war dem Verfahren als Nebenkläger beigetreten. Japan hatte im Vorfeld des Urteils erklärt, dieses anerkennen zu wollen. Eine Berufung gegen dieses Urteil ist nicht möglich. Per 1. Dezember 2015 ist das japanische Walfangprogramm aber wieder aufgenommen worden.  Allerdings senkte Japan die selbst gesteckte Quote von 1000 auf 333 Wale.
Im Dezember 2018 erklärte Japan, nicht mehr in die Antarktis zurückkehren zu wollen. Damit endete auch für Sea Shepherd die Ära der Anti-Walfang-Kampagnen in der Antarktis.

### Versenkte Walfangschiffe
Sea Shepherd erhebt Anspruch darauf, seit 1979 zehn Walfangschiffe versenkt zu haben, und bezeichnet die Walfänger als moderne „Piraten“. Die Walfänger bezichtigen Sea Shepherd hingegen des „Ökoterrorismus“.
Einige laut Sea Shepherd versenkte Schiffe:
- 1979 – den Walfänger Sierra gerammt und versenkt vor Portugal
- 1980 – die Walfänger Isba I und Isba II versenkt vor Vigo, Spanien
- 1980 – die Walfänger Susan und Theresa versenkt vor Südafrika
- 1986 – die Walfänger Hvalur 6 und Hvalur 7 versenkt in Island
- 1992 – den Walfänger Nybrænna versenkt vor Norwegen
- 1994 – den Walfänger Senet versenkt vor Norwegen
- 1998 – den Walfänger Morild versenkt vor Norwegen

## Aktionen
Sea Shepherd setzt sich in einer Reihe von Aktionen für den Schutz der letzten Vaquitas sowie von Delfinen, Walen, Meeresschildkröten, Lachsen und anderen Fischen ein. Weiters führt die Organisation regelmäßig Beach Clean Ups durch und organisiert Müllbeseitigung, Riffschutz und Wasserversorgung für den, vom Klimawandel bedrohten, Inselstaat Kiribati.

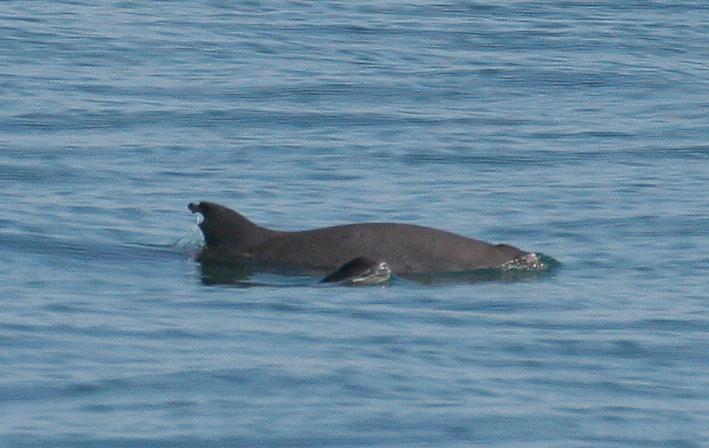
Vaquita mit Jungem

### Schutz der letzten Vaquitas
Operation Milagro startete im Februar 2015. Seitdem gab es fünf Folgekampagnen (Operation Milagro 2 bis 6). Ziel dieser Kampagnen ist es, die verbliebenen circa 30 Vaquitas vor dem Aussterben zu bewahren. Bei den Vaquitas, auch kalifornische Schweinswale genannt, handelt es sich um die kleinsten Meeressäuger der Welt. Sie leben vor der Ostküste der Baja California, in Mexiko. Vaquitas landen immer wieder als Beifang in Netzen, die für den Totoaba, einem ebenfalls vom Aussterben bedrohten Fisch, ausgelegt werden. Dessen Schwimmblase kann am chinesischen Schwarzmarkt bis zu 50.000 $ erzielen.
Die mexikanische Regierung arbeitete von Anfang an mit Sea Shepherd zusammen, indem sie Eskorten durch die mexikanische Navy und Vollzugsbeamte, welche die Besatzung beschützen und Verhaftungen vornehmen, bereitstellt. Bis zum heutigen Tag hat Sea Shepherd über 1000 illegale Fischereigeräte entfernt. Dies entspricht 174 km an Fanggerät oder 3400 lebend geretteten Tieren. Die Hintergründe zu den sechs Kampagnen, sowie zu den Vaquitas generell werden in dem, von Terra Mater produzierten Dokumentarfilm Sea of Shadows ausführlich behandelt.

### Operation Treasured Island
Der östliche tropische Pazifik ist einer der reichsten Lebensräume auf diesem Planeten. Obwohl er weniger als ein Tausendstel der weltweiten Meeresoberfläche ausmacht, produziert er mehr als 10 % des weltweiten Fischfangs und ist damit auch für die illegale Fischerei besonders interessant. Sea Shepherds Flotte patrouilliert dort, in Zusammenarbeit mit Behörden aus Mexiko, Ecuador, Peru, und Costa Rica um bestehende Gesetze und Übereinkünfte zu überwachen. Die zu überwachende Fläche beträgt rund 2 Millionen Quadratkilometer. Um eine derart große Fläche überwachen zu können, ging Sea Shepherd eine Kooperation mit dem gemeinnützigen Umweltbeobachter Skytruth ein. Somit kann Sea Shepherd verdächtige Aktivitäten vom Weltraum aus beobachten und Schiffe gezielt an die Orte schicken, an denen ein illegales Fischen vermutet wird.

### Schutz von Lachsen

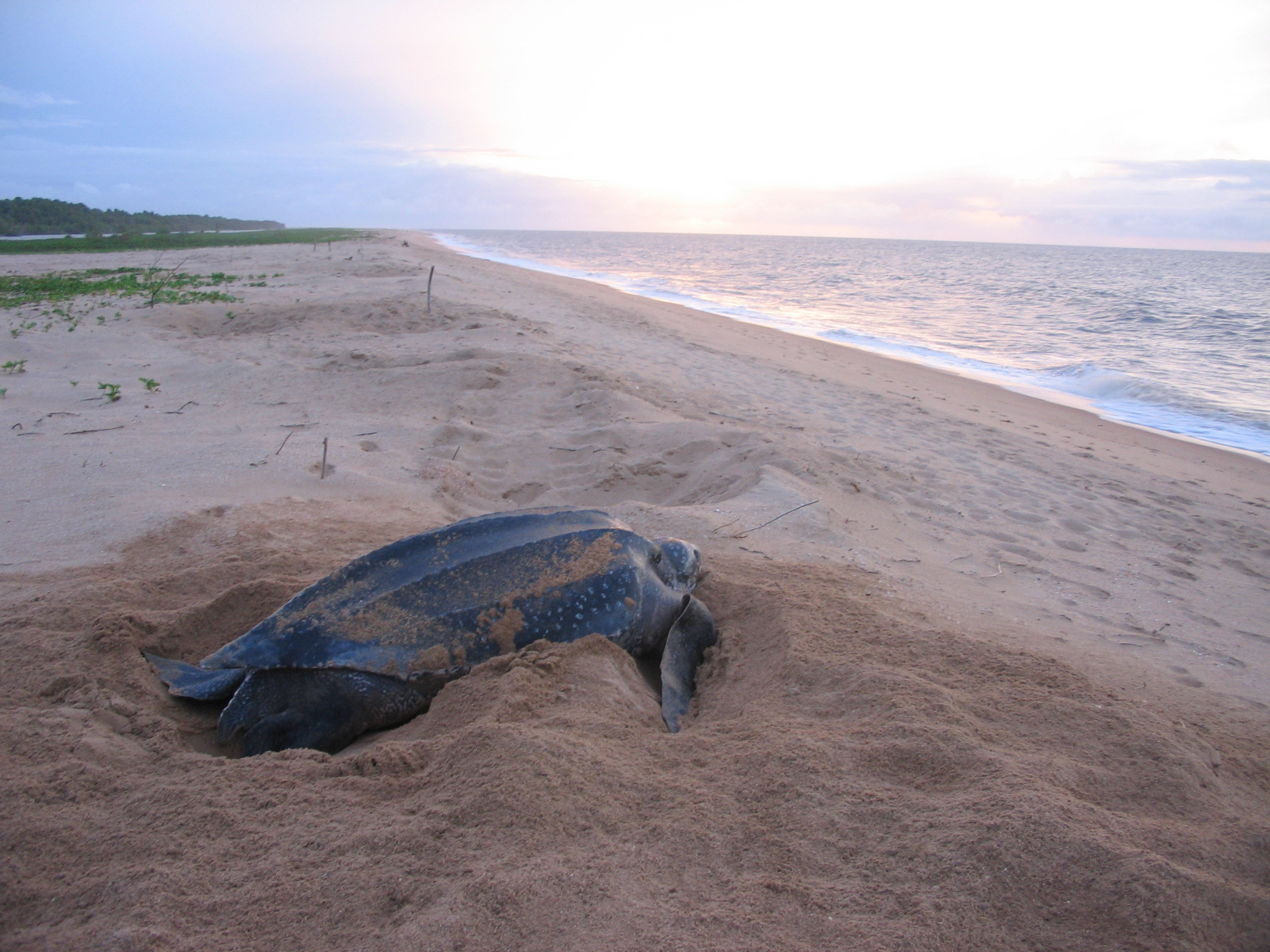
Lederschildkröte

Bei Operation Virus Hunter handelt es sich um eine Forschungsmission, deren erklärtes Ziel es ist, Lachsfarmen, möglichst weltweit, zu schließen. Das Segelschiff Martin Sheen fungiert als Forschungsstation und unterstützt unabhängige Wissenschaftler dabei Viren, Parasiten und andere Krankheitserreger zu untersuchen, welche aus den Lachsfarmen austreten. Darüber hinaus werden Drohnen eingesetzt, um Missstände in Wildlachsfarmen zu dokumentieren. Mit den so gewonnenen Filmaufnahmen konnte u. a. gezeigt werden, dass MOWI, der größte Zuchtlachskonzern der Welt, ein Massensterben, bei dem 2,6 Millionen Lachse ums Leben kamen, verheimlicht hatte. Daraufhin wurden Lizenzen für mehrere Fischfarmen ausgesetzt. Weiters konnte sowohl nachgewiesen werden, dass Lachsfarmen Krankheiten verbreiten, welche die Wildlachspopulation gefährden, als auch, dass Wildlachse und andere Jungfische in den Netzen der Lachsfarmen ums Leben kommen. Sea Shepherd arbeitet eng mit First Nations zusammen, da ein Großteil der Farmen, ohne deren Erlaubnis, auf ihrem Territorium und entlang der Wanderrouten von Wildlachsen errichtet wurden. Diese Farmen bedrohen nun nicht bloß die Wildlachsbestände, sondern mit ihnen auch das wirtschaftliche Überleben der indigenen Bevölkerung, welche auf den Ökotourismus und die lokale Fischerei angewiesen ist.

### Schutz von Meeresschildkröten
Seit 2014 führt Sea Shepherd regelmäßig Kampagnen in Costa Rica, Honduras, Florida, Antigua, Barbuda und Nicaragua durch, um Meeresschildkröten zu schützen. Bei Operation Jairo-Nicaragua, der neuesten Kampagne zum Schutz von Meeresschildkröten patrouillierten Freiwillige an den Stränden Nicaraguas, um Meeresschildkröten und ihre Eier vor Wilderern zu schützen. Hierfür wurden die Eier in eine lokale Brutstätte gebracht und so dem Zugriff von Wilderern entzogen. Darüber hinaus führten die Freiwilligen regelmäßige Beach Clean Ups durch und organisierten Aktivitäten, um ein positives Klima innerhalb der Bevölkerung zu schaffen. An Operation Jairo-Nicaragua waren 32 Freiwillige beteiligt. Sie fanden 44 Nester und retteten 3906 Eier.

### Engagement gegen die Verschmutzung der Meere
Sea Shepherd führt regelmäßig sogenannte Beach-Clean-Ups durch. Bei diesen Reinigungsaktionen wird sämtlicher Müll, der an Stränden gefunden wird, getrennt, dokumentiert, wenn möglich wiederverwertet und ansonsten entsorgt. Weiters unterstützt Sea Shepherd Wissenschaftler bei ihrer Forschung zum Thema Mikroplastik in den Meeren. Um die Bevölkerung für die Auswirkungen von Müll in den Meeren zu sensibilisieren, werden Informationskampagnen in Ländern wie Brasilien oder Guatemala durchgeführt. Dies geschieht stets in Zusammenarbeit mit lokalen Naturschutzorganisationen.
Operation Clean Wave ist eine Zusammenarbeit mit dem Inselstaat Kiribati, um das dort herrschende Müllproblem und die Korallenbleiche in den Griff zu bekommen. Um dies zu bewerkstelligen, wurde ein Abfallmanagementplan installiert, damit der Müll nicht mehr, wie bisher üblich, verbrannt oder in der Natur entsorgt wird. Um dies zu vermeiden, sendet Sea Shepherd alle 2 Monate ein Transportschiff nach Kiribati. Dieses nimmt den dort gesammelten Müll mit und bringt ihn zum Recycling nach Honduras. Um Müll zu vermeiden, wurden, in Zusammenarbeit mit Waves for Water, 60 Wasseraufbereitungsanlagen installiert. Somit haben mehr Menschen Zugang zu sauberem Trinkwasser und Müll durch Plastikflaschen wird reduziert. Im Zuge von Operation Clean Wave führte Sea Shepherd eine Bestandsaufnahme des Korallenriffs, welche die Fanninginseln umgibt, durch. Diese ergab, dass bereits 99 % der Korallen abgestorben sind. Allerdings wurden auch Korallenfragmente am Meeresboden gefunden. Mit ihnen, als Basis, soll das Korallenriff wiederaufgebaut werden. Sea Shepherd arbeitet nun mit der lokalen Bevölkerung zusammen, um sogenannte Korallenkindergärten zu installieren und dem Riff eine neue Chance zu geben.

### Operation Icefish
Zwischen Dezember 2014 und März 2016 führte Sea Shepherd eine Kampagne im Südpolarmeer gegen einen Verbund aus sechs Seehecht-Wilderern durch. Am 17. Dezember 2014 gab Sea Shepherd bekannt, dass die Bob Barker das Wildererschiff Thunder gefunden habe und es in den Hafen verfolgen werde. Am 6. April, nach einer 110-tägigen Verfolgungsjagd, versenkte der Kapitän der Thunder sein Schiff in den Gewässern von São Tomé und Príncipe im Golf von Guinea selbst. Währenddessen beschlagnahmte die Sam Simon 72 Kilometer lange illegale Netze. Nachdem sie von dem Sea Shepherd Schiff Steve Irwin nach Indonesien verfolgt wurde, versenkte die indonesische Marine das letzte Wildererschiff im März 2016. Für das Stoppen der Wildereraktivitäten wurde Sea Shepherd unter anderem von Interpol-Offiziellen und dem australischen Senator Peter Whish-Wilson in der New York Times gelobt. In dem Film Chasing the Thunder und der TV-Serie Ocean Warriors wird Operation Icefish ausführlich dokumentiert.

## Erfolge
Laut Aussagen von Jun Yamashita, des stellvertretenden Leiters der Fischereibehörde, haben die Aktionen der Sea Shepherds bewirkt, dass die japanische Walfangflotte in den vergangenen Jahren unter ihrer Quote blieb:
“[…] the NGO’s actions have kept the fleet from reaching its quota the last few years.”
Der japanische Minister für Landwirtschaft, Forst und Fischerei Michihiko Kano erklärte den Walfang des Jahres 2011 in den Gewässern der Antarktis für beendet. Als Grund nannte der Minister die Angriffe von Sea Shepherd, die auch zur Folge hatten, dass nur 170 statt der geplanten 850 Wale gefangen werden konnten. Insgesamt blieb die japanische Walfangflotte in den 10 Jahren, in denen sie von Sea Shepherd gestört wurden, 6000 Stück hinter ihrer selbstgesteckten Quote zurück. Sea Shepherd schließt daraus, dass sie 6000 Walen das Leben gerettet haben.
Während Operation Pacuare gelang es 2014, 42 Gelege und 4737 Meeresschildkröteneier vor dem Zugriff von Wilderern zu bewahren. 269 Lederschildkröten, 1163 Grüne Meeresschildkröten und 1546 Echte Karettschildkröten konnten daraufhin, von Sea Shepherd bewacht, das Meer erreichen.
Im Zuge von Operation Mamacocha sammelte Sea Shepherd Informationen, die zur Verhaftung der Damanzaihao, dem größten Fabrikschiff der Welt führte. Die Damanzaihao  verarbeitete bis zu 547.000 Tonnen Fisch pro Jahr. Ihr wird vorgeworfen illegal gefischt sowie die Gewässer Perus verschmutzt zu haben.

## Flotte
Sea Shepherd betreibt zurzeit eine Flotte, bestehend aus den folgenden Schiffen: Ocean Warrior, Sam Simon, John Paul DeJoria, Farley Mowat, Sharpie, Jairo Mora Sandoval, White Holly, Martin Sheen und Sea Eagle.
Die ersten Schiffe waren die Sea Shepherd (1978–1979), Sea Shepherd II (1980–1992) erworben aus den Tantiemen um die Filmrechte der Versenkung der portugiesischen Sierra, die Cleveland Amory (bis 1993), benannt nach dem gleichnamigen Tierrechtler, und die Whales Forever (1994–1996). Für letzteres steuerten Deutsches Tierhilfswerk und deren Schwesterverein Europäisches Tierhilfswerk eine halbe Million Mark bei und das Schiff war mit einem Mini-Tauchboot namens Mirage ausgestattet, um Treibnetze zu zerstören und Haftminen zu platzieren.
Die Farley Mowat wurde 1996 gekauft und war mit ihren 54 Metern Länge und 659 BRT das Flaggschiff der Sea Shepherd Conservation Society. Es ist ein Eisklasse-Schiff und wurde für die Hochsee gebaut. Ursprünglich wurde es von norwegischen Forschern genutzt, bis Sea Shepherd das Schiff im August 1996 in Schottland kaufte und es nach dem kanadischen Schriftsteller Farley Mowat benannte. 2008 wurde es von der kanadischen Regierung beschlagnahmt und 2014 wurde die Farley Mowat teilverschrottet.

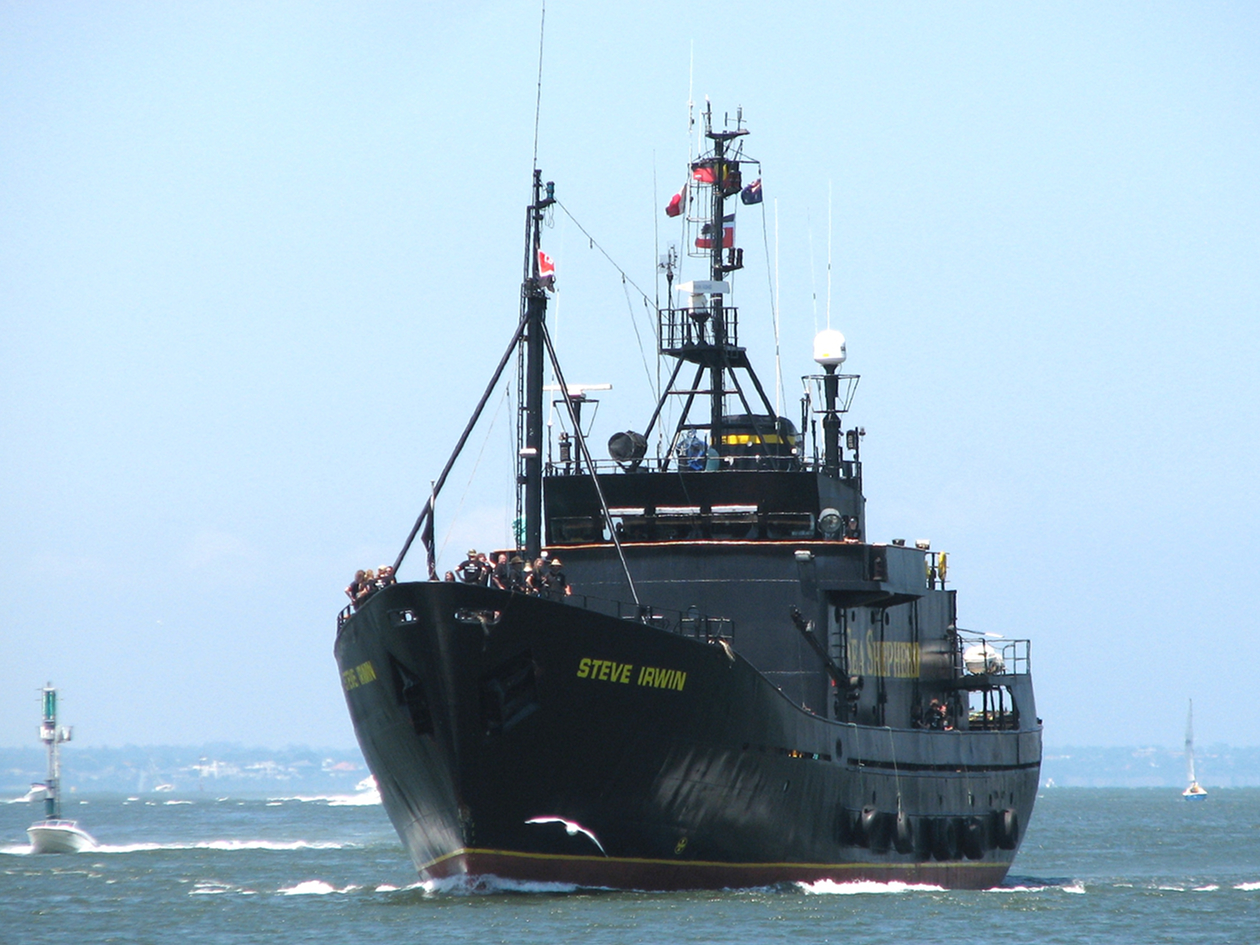
Die Steve Irwin in Melbourne

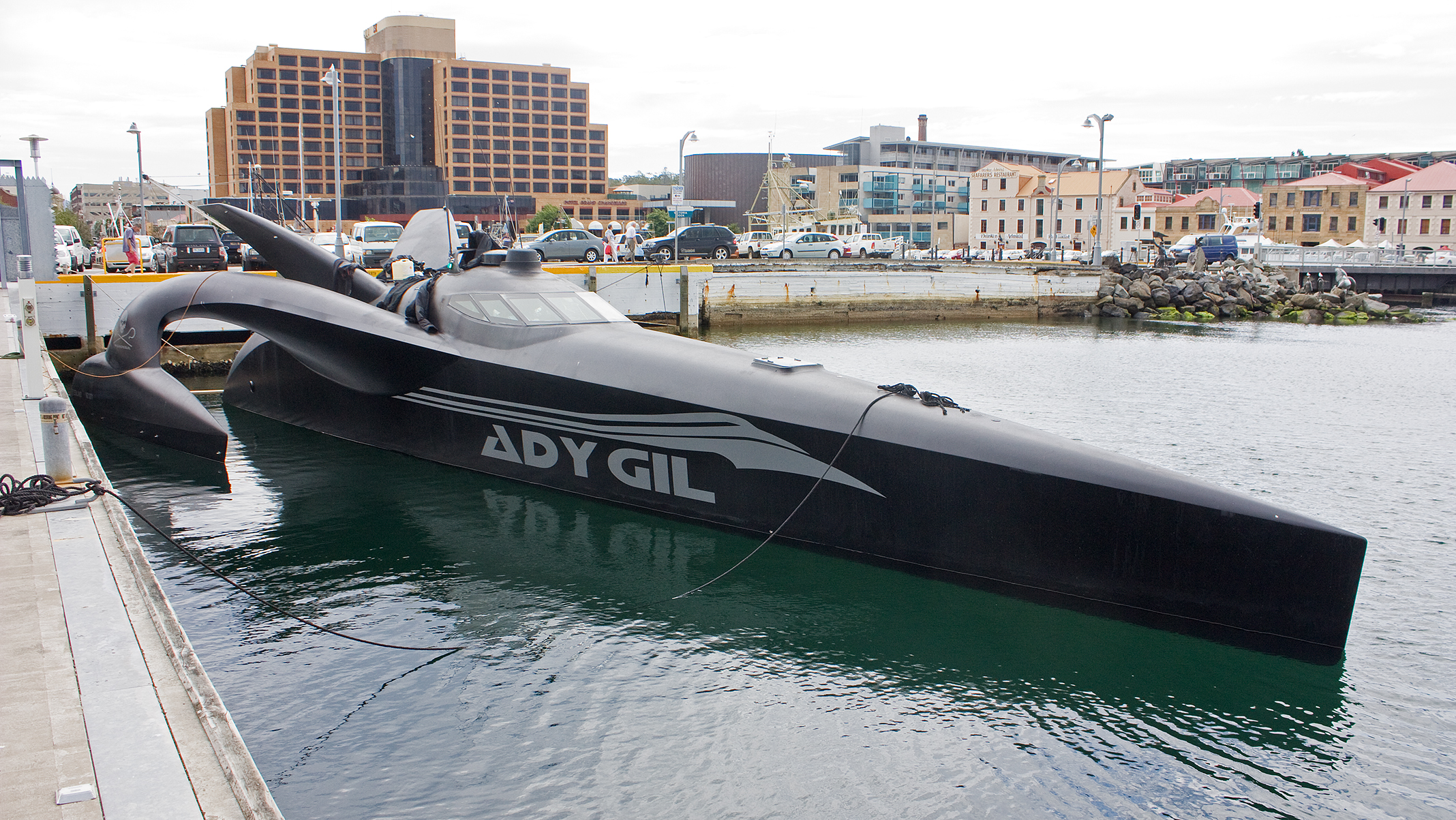
Die Ady Gil (ex. Earthrace), ehemaliges Unterstützungsboot der Steve Irwin

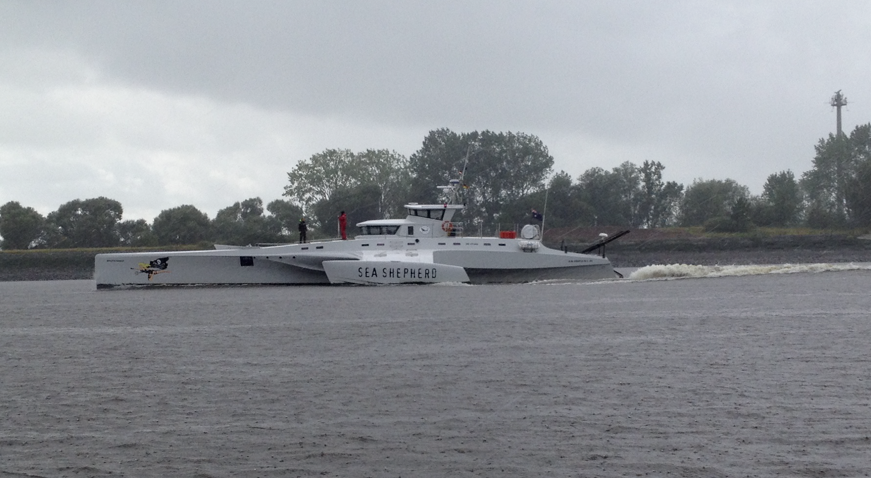
Die Brigitte Bardot (ehem. Gojira) auf der Weser

2006 kaufte die Organisation den Trawler Westra. Das Schiff wurde 1975 gebaut und diente zuvor der Scottish Fisheries Protection Agency (Fischereibehörde). Das Schiff wurde in Robert Hunter umbenannt. Im Dezember 2007 wurde das Schiff in Steve Irwin umbenannt, zu Ehren des verstorbenen Dokumentarfilmers Steve Irwin. Die Steve Irwin war mit ihren 58 Metern Länge hochseetauglich.
Die Sirenian war ein ehemaliges Schiff der US-Küstenwache und wurde 1955 gebaut. Im Jahre 1979 bekam das Schiff stärkere Motoren und wurde dadurch sehr schnell. Sea Shepherd erwarb es 1991 von der US-Küstenwache. Von 2000 bis 2005 wurde das Schiff im Rahmen eines Vertrags im Galapagos National Park als Patrouillenschiff eingesetzt. Noch im selben Jahr unterzeichnete Paul Watson einen Vertrag, nachdem die Sirenian dort dauerhaft stationiert sein soll. Im Jahr 2006 wurde das Schiff in Yoshka umbenannt und überarbeitet. Später wurde es dann einer Umweltschutzorganisation auf den Galapagosinseln gespendet.
Im Jahr 2007 wurden die beiden Schiffe von Sea Shepherd (Farley Mowat und Robert Hunter) aus dem Schiffsregister von Belize und Großbritannien gestrichen. Noch im gleichen Jahr erhielten die Schiffe die Flagge der Kahnawake Mohawk Nation. Seit November 2007 fahren beide Schiffe unter der niederländischen Flagge.
Im Dezember 2009 wurde die Flotte der Sea Shepherds um die Bob Barker erweitert. Das Schiff war ein Geschenk des amerikanischen TV-Moderators und bekennenden Tierschützers Bob Barker. Der langjährige Moderator von The price is right spendete 5 Millionen US-Dollar für den Kauf, es handelt sich um ein 1.200 BRT großes, 53 Meter langes, ehemaliges Harpunierschiff, das bis 2004 unter norwegischer Flagge lief. Während der Anti-Walfang-Kampagne 2009/2010 war es in Togo registriert. Im Mai 2010 erhielt auch die Bob Barker die niederländische Flagge.
Im November 2010 gab Sea Shepherd bekannt, dass der Trimaran Ocean 7 Adventurer die Flotte erweitert. Er wurde in einer feierlichen Zeremonie in Fremantle auf den Namen Gojira (japanisch für Godzilla) getauft. Die Gojira ist das erste Sea Shepherd Schiff, das unter australischer Flagge fährt. Nach Streitigkeiten mit dem Namensrechte-Inhaber Tōhō erhielt das Schiff im Mai 2011 den Namen der Schauspielerin und Tierschützerin Brigitte Bardot, deren Tierschutz‑Stiftung den Kauf des Trimarans wesentlich mitfinanziert hatte. Ende Dezember 2011 wurde die Brigitte Bardot in rauer See während einer Kampagne von einer Welle erfasst, was zu schweren Beschädigungen in Form von Rissen im Rumpf führte. In der folgenden Woche, nach Abbruch des backbordseitigen Auslegers, musste ein Teil der Besatzung durch die Steve Irwin evakuiert werden. Die notwendigen Reparaturarbeiten wurden im Hafen von Fremantle durchgeführt und im März 2012 größtenteils abgeschlossen, sodass die Brigitte Bardot für die darauffolgenden Kampagnen wieder zur Verfügung stand.
Am 10. Dezember 2012 wurde im Rahmen der Kampagne Operation Zero Tolerance das Schiff Sam Simon vorgestellt. Das 56 Meter lange Schiff wurde zuvor von der japanischen Regierung unter dem Namen Seifu Maru als Forschungsschiff eingesetzt.
Im Jahr 2013 wurde die Flotte um das Schiff Jairo Mora Sandoval erweitert. Seit Januar 2014 findet es bei der Operation Sunu Gaal Verwendung. In Zusammenarbeit mit dem senegalesischen Ministerium für Fischerei und der Küstenwache geht es vor der Küste des westafrikanischen Staates Senegal gegen illegalen Fischfang vor.
Am 18. Oktober 2014 wurde bekannt gegeben, dass die Flotte von Sea Shepherd um das Segelschiff Martin Sheen erweitert wird. Die 24 Meter lange Ketsch ist nach dem US-amerikanischen Schauspieler Martin Sheen benannt und soll in Zukunft die Verschmutzung der Weltmeere durch Plastikabfälle untersuchen. Sie dient der Organisation als Forschungsschiff.
2015 wurden die zwei 34 Meter langen, ehemaligen Schiffe der US-amerikanischen Küstenwache Block Island und Pea Island gekauft. Sie wurden in Farley Mowat und John Paul DeJoria umbenannt. Die Farley Mowat ist das zweite Sea Shepherd Schiff, das nach dem kanadischen Autor benannt ist.
Für das Projekt Stop Illegal Fishing in the Southern Ocean erhielt Sea Shepherd am 26. Januar 2015 auf der Goed Geld Gala (Gutes Geld Gala) in Amsterdam von den Postleitzahlen-Lotterien in den Niederlanden, Schweden und Großbritannien Zuwendungen in Höhe von insgesamt 8,3 Millionen Euro. Für dieses Geld hat die Organisation erstmals in ihrer Geschichte ein eigenes Schiff bauen lassen. Der Entwurf stammt vom niederländischen Schiffsbauer Damen. Am 1. Juli 2016 wurde das neue Schiff, die Ocean Warrior, im Hafen von Antalya zu Wasser gelassen.
Im Juni 2017 spendete die Firma Dr. Bronner’s ein Schiff, welches die Tierwelt in Nord- und Ostsee – und speziell die heimischen Schweinswale – schützen soll. Das Schiff trägt den Namen Emanuel Bronner, des Gründers der Naturseifenfirma.
Im Dezember 2017 spendete Chris Sharp, Gründer mehrerer Biotechnologieunternehmen, ein 34 Meter langes Schiff der Islandklasse, welches auf den Namen Sharpie getauft wurde. Das Schiff soll vorrangig vor der mexikanischen Küste zum Einsatz kommen, um das Aussterben der Vaquitas zu verhindern.
Weiterhin gehören Sea Shepherd noch mehrere kleinere Boote. Im Dezember 2011 setzte Sea Shepherd erstmals eine Drohne ein, um das Flaggschiff der japanischen Walfangflotte auf hoher See zu lokalisieren.
| Bauname                       | Bauwerft/ Baunummer                                                       | IMO-Nummer | Ablieferung   | Auftraggeber                                                      | Umbenennungen und Verbleib |
| ----------------------------- | ------------------------------------------------------------------------- | ---------- | ------------- | ----------------------------------------------------------------- | --- |
| Westella (H194)               | Cook, Welton & Gemmell, Beverley/956                                      | 5388043    | 1959          | Marr J. & Son, Hull & Fleetwood                                   | 1978 zu Sea Shepherd als Sea Shepherd, 1978/79 in Leixões versenkt, gehoben und in Portugal verschrottet. |
| St. Giles (H220)              | Ferguson Brothers, Newark/434                                             | 5305912    | 1962          | Thomas Hamling & Company, Hull                                    | 1980/81 zu Sea Shepherd als Sea Shepherd II, 1992 verkauft, 2004 verschrottet. |
| Divine Wind                   | –/–                                                                       | –          | –             | –                                                                 | 1987 bis 1988 bei Sea Shepherd. |
| Thomas Carleton               | Saint John Shipbuilding & Dry Dock, Saint John/39                         | 5359171    | 1960          | Kanadische Küstenwache                                            | 1991 1003, 1993 zu Sea Shepherd als Aurora Explorer, dann umbenannt Cleveland Amory, 1993 Hawkeye Express, 1996 in Willemstad versteigert, Verbleib unbekannt. |
| Cape Shore (OSA 501)          | Hill & Sons, Bistrol/462 (Kasko) Cochrane & Sons, Selby/1530 (Ausrüstung) | 7005229    | Mai 1970      | Offshore Marine, London Offshore Supply Association (OSA), London | 1980 R. W. Olson, 1988 Mari Holm, 1988 Svitzer Mercator, 1994 zu Sea Shepherd als Whales Forever, 1994 St. Somewhere I, 1998 Thomas C, 2004 Fender Care 2, 2013 Africa Support 2, so in Fahrt. |
| Johan Hjort                   | Mjellem & Karlsen Verft, Bergen/79                                        | 5172602    | März 1958     | Norwegischer Staat                                                | 1983 Umbau zum Forschungsschiff Skandi Ocean, 1990 STM Ocean, 1990 M Vulcan, 1991 Umbau zum Standby- und Sicherheitsschiff, 1995 Cam Vulcan, 1995/96 zu Sea Shepherd als Sea Shepherd, 2000 Ocean Warrior, 2002 Farley Mowat, 2008 von Kanada beschlagnahmt, 2013/14 teilverschrottet in Shelburne. |
| Cape Knox                     | United States Coast Guard Yard, Curtis Bay/–                              | –          | 1955          | United States Coast Guard                                         | 1991 zu Sea Shepherd als Edward Abbey, 1993 Sirenian, 2006 Yoshka. |
| Westra                        | Hall Russell & Company, Aberdeen/962                                      | 7340370    | Februar 1975  | Scottish Fisheries Protection Agency                              | 2006 zu Sea Shepherd als Robert Hunter, 2007 Steve Irwin, 2019 Ausgemustert, Übernahme und Erhaltung durch ship4good |
| Earthrace                     | Calibre Boats in Auckland/–                                               | –          | 2006          | Pete Bethune                                                      | 2008 zu Sea Shepherd als Ady Gil, am 7. Januar 2010 nach Kollision gesunken. |
| Pol XIV                       | Cochrane & Sons, Selby/–                                                  | 5280540    | 1950          | –                                                                 | 1966 Volstad Jr., 1997 Polaris, 2009 zu Sea Shepherd als Bob Barker, Ende 2022 verschrottet |
| Cable and Wireless Adventurer | Vosper Thornycroft/–                                                      | 1859712    | 1998          | –                                                                 | 2007 Ocean 7 Adventurer, 2008 Rat Race Media Adventurer, 2010 zu Sea Shepherd als Gojira, 2011 Brigitte Bardot, so in Fahrt. |
| Kaiko Maru No. 8              | IHI, Tokyo/–                                                              | 9053452    | 1993          | –                                                                 | 2002 Seifu Maru, 2010 New Atlantis, 2012 Sam Simon, so in Fahrt. |
| Jairo Mora Sandoval           | –/–                                                                       | –          | 2000          | –                                                                 | 2013 zu Sea Shepherd als Jairo Mora Sandoval, so in Fahrt. |
| Caribana                      | Palmer Johnson/–                                                          | –          | 1977          | –                                                                 | 2014 zu Sea Shepherd als Martin Sheen, so in Fahrt. |
| USCG Block Island             | Bollinger Shipyards, Lockport, Louisiana/–                                | –          | März 1991     | United States Coast Guard                                         | 2015 zu Sea Shepherd als Farley Mowat, so in Fahrt. |
| USCG Pea Island               | Bollinger Shipyards, Lockport, Louisiana/–                                | –          | November 1992 | United States Coast Guard                                         | 2015 zu Sea Shepherd als Jules Verne, 2017 John Paul DeJoria, so in Fahrt. |
| Ocean Warrior                 | Damen Shipyards, Antalya/–                                                | 9791262    | 2016          | Sea Shepherd                                                      | so in Fahrt. |
| Sharpie                       | Bollinger Shipyards; Lockport, Louisiana/–                                | 325925000  | 1991          | United States Coast Guard                                         | 2017 zu Sea Shepherd als Sharpie, so in Fahrt. |
| Lloyd’s Register, Equasis     |                                                                           |            |               |                                                                   | |

## Struktur und Finanzen
Die Sea Shepherd Conservation Society hat ihren Sitz in den USA. 2014 wurde der langjährige Aktivist und Politologe Ethan Wolf als ehrenamtlicher Präsident und die Tierschützerin Ann Prezyna als Sekretärin der Organisation berufen. Sea Shepherd ist als eine Gruppe von vielen aktiven, freiwilligen Mitarbeitern, wenigen hauptberuflichen Mitarbeitern und einigen passiven Fördermitgliedern im Hintergrund organisiert.
Die Sea Shepherd Conservation Society ist eine Stiftung nach US-amerikanischem Recht (Society) und dadurch ähnlich wie Stiftungen und gemeinnützige Vereine in Deutschland steuerlich begünstigt. Als anerkannte Non-Profit-Organisation ist sie nach § 501(c)(3) des US-amerikanischen Einkommensteuergesetzes speziellen Regelungen unterworfen. Die Organisation gibt kein Geld für Fundraising aus, obwohl sie sich hauptsächlich aus Spenden finanziert. Weitere Einnahmequellen sind der Verkauf von Merchandiseartikeln und der Verkauf von Filmrechten. Während Sea Shepherd 2008 noch ein Spendenaufkommen von rund 1,6 Millionen Euro verbuchen konnte, waren es 2012 schon 11,4 Millionen und 2018 14,7 Millionen US-Dollar. Diese Zahlen beziehen sich seit 2013 ausschließlich auf die USA. Denn seit der Gründung von Sea Shepherd Global führen die einzelnen Ländergruppen ihre Spenden nicht mehr an die Sea Shepherd Conservation Society ab, sondern finanzieren damit Kampagnen, welche von Sea Shepherd Global koordiniert werden.
Verglichen mit Greenpeace (197 Millionen Euro 2008 und 226 Millionen Euro 2012) ist Sea Shepherd laut der Wirtschaftswoche zwar ein „Zwerg“, konnte aber seit der vorübergehenden Festnahme von Watson 2012 zunehmend mediale Aufmerksamkeit und damit Spenden gewinnen. Zudem zog die Organisation prominente Unterstützer wie den US-Moderator Bob Barker und den Esprit- und North-Face-Gründer Doug Tompkins an. Ersterer kaufte ein Schiff für die Organisation, und Tompkins bezahlte alle Spritkosten.
2010 gründete sich in Deutschland der Verein Sea Shepherd Deutschland e. V. mit Sitz in Bremen Vertreten durch die damalige Geschäftsführerin Anne Kämmerling 2012 gründete sich Sea Shepherd Österreich. Am 1. August 2015 wurde die Deutschlandzentrale in Bremen-Vegesack eröffnet. Der Verein hat mittlerweile in Deutschland weitere Ortsgruppen, deren Mitglieder hauptsächlich für die Kampagnen der Mutterorganisation werben. Seit 2013 werden Finanzen, Aktionen und Kommunikation nicht mehr von der Sea Shepherd Conservation Society, sondern von Sea Shepherd Global koordiniert.

## Bekannte Unterstützer von Sea Shepherd
Zu den bekanntesten Unterstützern von Sea Shepherd gehören:
| - Aerosmith - Aidan Quinn - Architects - Alyssa Milano - Beatsteaks - Bob Barker - Brigitte Bardot - Bryan Adams - Christian Bale - Clive Standen - Coldplay - Daryl Hannah - Der Dalai Lama - Die Ärzte | - Edward Norton - Emily Deschanel - Fürst Albert II. von Monaco - Hayden Panettiere - Heaven Shall Burn - Heath Ledger - Holly Marie Combs - Ian Somerhalder - Ignite - Isabel Lucas - Itchy Poopzkid - Jennifer Coolidge - Joe Duplantier - Kelly Slater | - Leonardo DiCaprio - Maggie Q - Martin Sheen - Michelle Rodríguez - Mick Jagger - Mike Farrell - Moby - Omnia - Orlando Bloom - Pamela Anderson - Parkway Drive - Pierce Brosnan - Red Hot Chili Peppers | - Richard Dean Anderson - Rise Against - Roger Moore - Robert Redford - Rutger Hauer - Tina Schüssler - Sean Penn - Shannen Doherty - Sepultura - Smashing Pumpkins - Uma Thurman - William Shatner - Xavier Rudd |

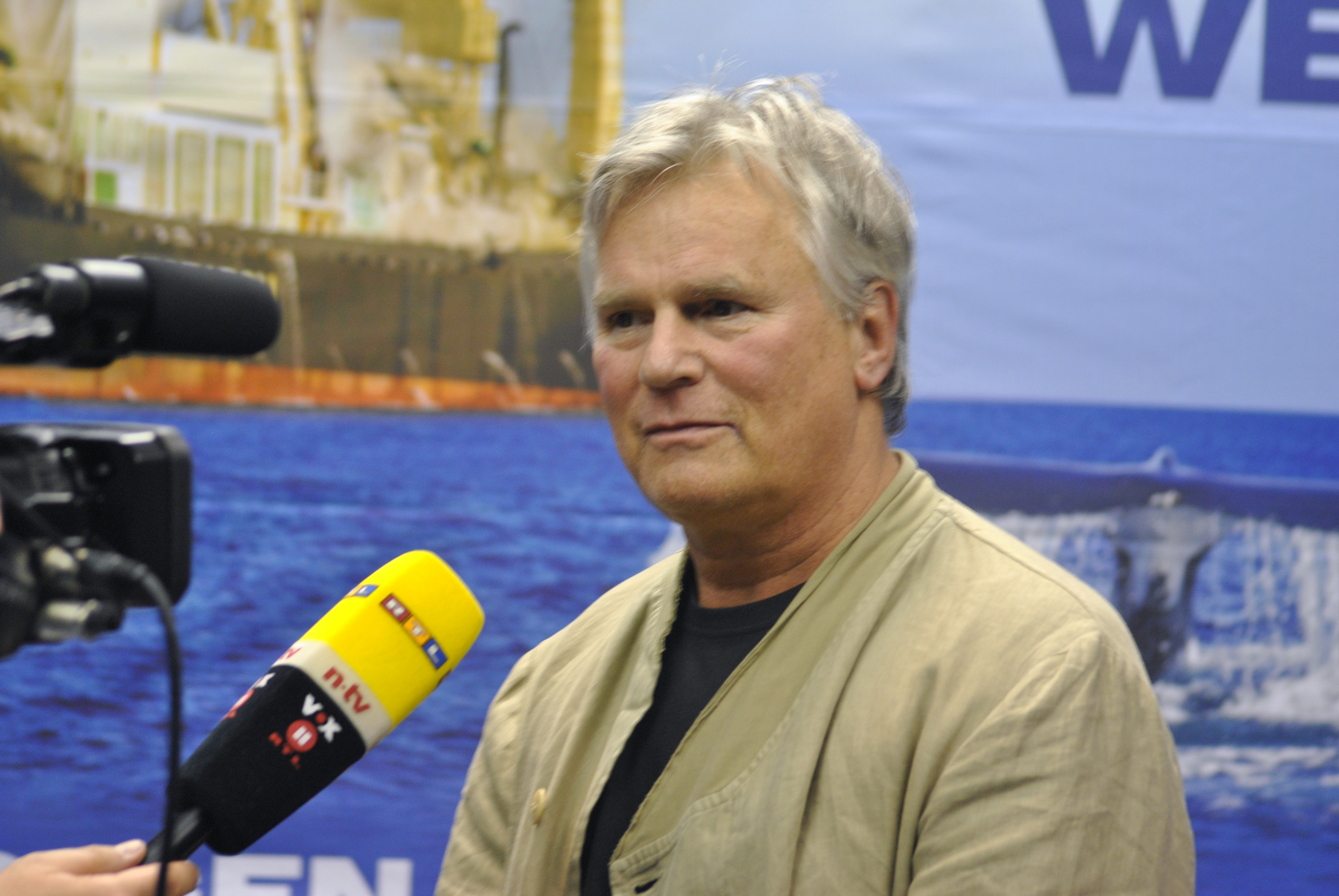
Richard Dean Anderson gibt ein Interview am Sea-Shepherd-Stand

Auch die Wissenschaftler Roger Payne und Godfrey Merlen unterstützen Sea Shepherd.
Am 5. Dezember 2011 gab Sea Shepherd bekannt, dass der Schauspieler Sean Connery, die Surferin Stephanie Gilmore und der Fernsehproduzent Sam Simon in den internationalen Beraterstab der Organisation aufgenommen wurden.
Im Dezember 2013 trat der bekannte Apnoetaucher Herbert Nitsch dem Beratergremium bei.
Die Schauspielerin Anne Menden unterstützt Sea Shepherd auf den Färöern bei der Operation Sleppid Grindini, der sechsten Kampagne zum Schutz der Grindwale.

## Mediale Rezeption
Nach ersten Konflikten zwischen japanischen Walfängern und der SSCS 2011 kündigten die australische Regierungschefin Julia Gillard und Neuseelands Premier John Key ihre gegenseitige Unterstützung bei dem Versuch an, den Walfang in der Antarktis endgültig zu beenden.
Der US-Sender Animal Planet produziert seit 2009 mehrere Staffeln der dokumentationsähnlichen TV-Serie Whale Wars. In den Serien werden die Aktionen und Kampagnen der Organisation dramaturgisch aufbereitet dargestellt. Whale Wars wurde in der Folge Der Sündenwal der Fernsehserie South Park parodiert. Die Publicity wurde von den Aktivisten positiv zur Kenntnis genommen.
2015 war das Logo der Organisation gemeinsam mit dem der Metalcore-Band Heaven Shall Burn auf den Trikots des Fußball-Drittligisten FC Carl Zeiss Jena zu sehen. Sämtliche Kosten für das Sponsoring wurden von Heaven Shall Burn übernommen.
Im Jahr 2016 produzierte der US-Sender Animal Planet eine dokumentationsähnliche Fernsehserie mit dem Titel „Ocean Warriors“. In der Serie wird gezeigt wie diverse Organisationen gegen Öko-Kriminalität vorgehen. Sea Shepherd ist in der Serie prominent vertreten.
2018 kam das Buch Vaquita - Science, Politics and Crime in the Sea of Cortez, sowie das dazugehörige Hörbuch, von Brooke Bessesen heraus. Darin geht es neben Vaquitas auch um die Akteure, welche Vaquitas schützen und so werden Sea Shepherds Bemühungen die letzten Vaquitas vor dem Aussterben zu bewahren ausführlich behandelt.

## Kritik
Im Herbst 1998 fuhr ein Boot mit Sea Shepherds an Bord vor Makahs auf und ab, um gegen deren Walfang zu protestieren. Die Aktivisten wurden daraufhin von diesen, vor laufender Kamera, mit Steinen beworfen und wüst beschimpft. Kritiker verurteilten das Verhalten der Sea-Shepherd-Aktivisten und die darauffolgende negative Darstellung der Makah in den Medien als rassistisch. Aus Sea Shepherds Sicht wäre es vielmehr rassistisch gewesen, bei den Makahs auf Grund ihrer Ethnie wegzuschauen, nachdem man bereits den Walfang aus der Sowjetunion, Norwegen, den dänischen Färöer-Inseln, Spanien, Südafrika, Australien, Island und Japan bekämpft hatte. Sea Shepherd weist pauschale Rassismusvorwürfe als „routinemäßig“ erhobene, „politisch motivierte Diffamierungen“ zurück und setzt diesen seine „Gleichheitserklärung“ entgegen, die jeder Volunteer schriftlich zu bestätigen habe.
Die Zusammenarbeit mit Brigitte Bardot und insbesondere die Benennung eines Schiffes nach ihr brachten Sea Shepherd 2011 erneut scharfe Kritik ein, da sich Bardot für die rechte Partei Front National engagiert. Der Sea Shepherd Deutschland e. V. distanzierte sich in einer Mitteilung „unmissverständlich“ von jeglichen rassistischen und rechtspopulistischen Aktivitäten der Person Brigitte Bardots, jedoch behielt das Schiff ihren Namen, „als Tribut an das Engagement von Brigitte Bardot für den Tierschutz“ sowie die von ihr ins Leben gerufenen Tierschutzstiftung Fondation Brigitte Bardot, die den Kauf des Trimarans zum Großteil finanzierte.
Die Aktionen gelten als riskant für Mitstreiter und Gegner von Sea Shepherd. Um das Risiko zu minimieren, führt Sea Shepherd regelmäßige Sicherheitsübungen durch. Außerdem ist auf allen großen Kampagnen stets ein Arzt anwesend. So gelang es der Organisation in über 40 Jahren kein schwer verletztes oder verlorenes Crewmitglied zu haben. Allerdings gab es einige leichtere Verletzungen. So gab Paul Watson in einem Interview an, dass Sea Shepherd-Crewmitglieder von japanischen Waljägern verletzt wurden. Auf ihn selbst sei laut eigener Aussage bei einer Protestaktion gegen das ICR geschossen worden, wobei seine Schutzweste das Projektil abgefangen habe. Das ICR dementierte dies.
Greenpeace warnt davor, dass radikale Aktionen von Sea Shepherd alle Walfang-Proteste (gerade in Walfangnationen wie Japan) in Misskredit bringen könnten. Gerade Japan habe in internationalen Verhandlungen einen gewissen Nationalstolz bzw. möchte nicht bevormundet werden. Eine Aufklärung der Bevölkerung könne somit einen innenpolitischen Druck erzeugen, der nachhaltiger sei als das Behindern der Walfänger. Laut Sea Sheperd-Aktivisten wissen jedoch viele Japaner (und auch Europäer, unter anderem in Norwegen und Grönland) gar nicht über die Jagd nach Meeressäugern in ihrem Gebiet Bescheid. Insofern diene das Schaffen von medialer Aufmerksamkeit der öffentlichen Bekanntmachung der Vorgänge. Insbesondere in Japan ist außerdem der Walfang ein Verlustgeschäft, für das der japanische Steuerzahler aufkommen muss.

## Filme
- Sea of Shadows. Dokumentarfilm, UK/USA 2019.[192]
- Ocean Warriors – Chasing the Thunder. Dokumentarfilm, USA 2018. Chasing The Thunder bei IMDb
  - ARTEde: Sea Shepherd - Verfolgungsjagd auf hoher See (ARTE) auf YouTube, abgerufen am 6. Januar 2023.
- Sharkwater – Wenn Haie sterben. Dokumentarfilm, USA 2006; deutsche Fassung auf DVD und Blu-ray Disc.[193]
- Sharkwater – Extinction. Dokumentarfilm, USA 2018.[194]
- Am Ende der Welt. Dokumentarfilm, USA 2008; deutsche Fassung 2009 auf DVD und Blu-ray Disc.[195][196]
- Paul Watson – Bekenntnisse eines Öko-Terroristen. Originaltitel: Confessions of an eco-terrorist. Dokumentarfilm, USA 2010; Kinostart in Deutschland am 10. November 2011.[197]
- Why just one? Dokumentarfilm, USA 2016. Why Just One? bei IMDb
- Watson Dokumentarfilm, USA 2019. Watson bei IMDb
- Seaspiracy Dokumentarfilm, USA 2021. Seaspiracy bei IMDb